# Las trampas del amor
Las trampas del amor es una telenovela colombiana producida por RCN Televisión en 2009. Esta protagonizada por Carolina Ramírez y Rafael Novoa, Ezequiel Stremiz y Laura Ramos. Se estrenó el 9 de marzo de 2009 y concluyó el 27 de julio de 2009 

## Sinopsis
Mariana estaba ansiosa por casarse con Alejandro, pero lo que no sabía ella es que su novio fue encarcelado en España por un delito que no cometió y que lo llevó a tomar difícil decisión: dejarla plantada para protegerla de los que querían hacerle daño a él y a sus seres queridos.
Tres años pasaron para que Alejandro obtuviera su libertad por buena conducta y en su claustro se preparó como técnico en seguridad para regresar a Colombia y trabajar en la empresa de su primo Lorenzo, posible culpable de su encarcelamiento; por casualidad, en esa empresa también trabaja Mariana, ejerciendo su profesión de abogada.
La historia gira en torno de dos mundos muy opuestos: el de la seguridad y su tecnología; y el cirsence y su magia.

## Elenco
- Carolina Ramírez... Mariana Romano - protagonista
- Ezequiel Stremiz... Alejandro Negret - protagonista
- Rafael Novoa…. Lorenzo Negret – primo de Alejandro, villano
- Giovanny Galindo.... Cacharro - Villano
- Laura Ramos…. Ágata Crespi – cómplice de Lorenzo, villana
- Judy Henríquez.... Eugenia Negret - tía de Alejandro y Lucrecia
- Salvo Basile…. Edmundo Romano – padre de Marian, Marlon y Elvis
- Susana Torres…. Lucrecia Negret – hermana de Alejandro
- Nórida Rodríguez…. Aurora Cortés – madre de Mariana, Marlon y Elvis
- Mario Duarte…. "El Tigre" – cómplice de Alejandro
- Gabriel Ochoa…. Sergio Santana – esposo de Lucrecia, villano
- Estefanía Borge…. Rosana Cañón – hija del Coronel Cañón
- María Eugenia Penagos…. Josefina Urrutia de Negret – madre de Alejandro y Susana
- Germán Quintero…. Coronel Saúl Cañón – jefe de seguridad del padre de Alejandro
- Sandra Hernández…. Norma Castellanos – sobrina de Edmundo
- Carlos Manuel Vesga…. Marlon Romano – hermano de Mariana y Elvis
- Variel Sánchez…. Elvis Romano – hermano de Mariana y Marlon
- Xiomara Galeano…. Mónica – manager de Marlon y Diana
- Mónica Pardo…. Marilyn Acero – hija de Aurora
- Christian Tappan…. Dr. Montes
- Guillermo Gálvez.... Coronado
- Diego León Hoyos.... Palacios
- Gloria Gómez
- Santiago Rodríguez
- Jorge Herrera
- Vilma Vera
- Andrés Luna
- Cristina Camargo.... Diana Murillo
- Morella Zuleta
- Diana Paola Herrera Amparito

## Créditos
- Director: Armando "Rambo" Barbosa
- Direcotor asistente: Rocío Cruz
- Productor ejecutivo: Alessandro Basile
- Productor ejecutivo Jr: Juan Carlos Erazo
- Libretistas: Mauricio Miranda / Miguel Ángel Lozano
- Edición: María Vásquez
- Asistente de dirección: Javier Aristizábal / Hernán Herrón / Barbarita Biguera
- Script: Raquel Pazmiño / Andrea Castillo
- Jefe de producción: Germán Araque / Augusto Peña
- Asistente de producción: Dayanna Neusa / Jhon Angarita
- Música: Jox
- Director de fotografía: Yon Franco / Sául Rodríguez
- Director de arte: Mónica Marulanda
- Coordinador de arte: Jhonny Torres
- Diseño de escenografía: Liliana Cortés
- Jefe de ambientación: Leandro Orjuela / Billy Páez
- Diseño de vestuario: Arturo Bermúdez
- Jefe de vestuario: Elena Rivera / Marisol Cifuentes
- Diseño de maquillaje: Verónica Infantino
- Jefe de maquillaje: Giriney Barrios / Amalia García